# Produktionsregel
Eine Produktionsregel (auch Regel, Produktion oder Ersetzungsregel genannt) ist in der Theorie formaler Grammatiken eine Regel, die angibt, wie aus Wörtern durch eine Grammatik neue Wörter bzw. Symbolfolgen  produziert werden.

## Definition
Formal ist eine Produktionsregel {\displaystyle p} aus einer Grammatik {\displaystyle G=(V,T,P,S)} - mit Vokabular {\displaystyle V}, Alphabet {\displaystyle T} von Terminalsymbolen, Regelmenge {\displaystyle P} und Startsymbol {\displaystyle S} - ein Element der Regelmenge, also {\displaystyle p\in P}.
Eine Regel ist ein geordnetes Paar {\displaystyle p=(\alpha ,\beta )\in P} der beiden Wörter {\displaystyle \alpha } und {\displaystyle \beta }, wenn {\displaystyle \alpha } ein Wort aus {\displaystyle V^{*}\setminus T^{*}} ist und {\displaystyle \beta } ein Wort aus {\displaystyle V^{*}} ist. Das Wort {\displaystyle \alpha } kann also eine beliebig lange Folge von Zeichen des Vokabulars {\displaystyle V} sein ({\displaystyle V^{*}} ist die Kleenesche Hülle von {\displaystyle V}), solange sie nicht leer ist und nicht nur aus  Terminalsymbolen {\displaystyle s\in T} besteht. Es ist daher {\displaystyle V^{*}\setminus T^{*}=}{\displaystyle V^{*}NV^{*}}. Das Wort {\displaystyle \beta } kann dann gemäß der Regel das Wort {\displaystyle \alpha } ersetzen und kann eine beliebig lange, endliche Folge von Zeichen des Vokabulars sein. Insbesondere kann {\displaystyle \beta } auch nur aus Terminalsymbolen bestehen ({\displaystyle \beta \in T^{*}}) oder das leere Wort sein ({\displaystyle \beta =\varepsilon }). Damit stellen die Produktionsregeln eine endliche Teilmenge des kartesischen Mengenprodukts
{\displaystyle (V^{*}\setminus T^{*})\times V^{*}=V^{*}NV^{*}\times V^{*}},
also eine Relation dar. Verlangt man noch, dass auf der rechten Seite einer Regel keine Startzeichen vorkommen dürfen, dann hat im obigen kartesischen Produkt auf der rechten Seite jeweils {\displaystyle (V\setminus \{S\})^{*}} statt {\displaystyle V^{*}} zu stehen.
Eine Regel {\displaystyle p=(\alpha ,\beta )} wird oftmals durch die Schreibweise {\displaystyle \alpha \rightarrow \beta } (mit dem Relationszeichen {\displaystyle \rightarrow } anstelle von {\displaystyle P}) dargestellt, und zu jedem festen {\displaystyle \alpha } kann die Gesamtheit zugehöriger Regeln {\displaystyle \alpha \rightarrow \beta _{1},\;\alpha \rightarrow \beta _{2},\;\alpha \rightarrow \beta _{3},\ldots } durch die Schreibweise {\displaystyle \alpha \rightarrow \beta _{1}\;|\;\beta _{2}\;|\;\beta _{3}\;|\ldots } abgekürzt werden.

## Anwendung von Produktionsregeln
In der Theoretischen Informatik sowie in der Linguistik werden die Produktionsregeln einer formalen Grammatik angewendet, um formale Sprachen zu beschreiben oder zu erzeugen.
Liegt ein Wort {\displaystyle v_{1}\alpha v_{2}=v\in V^{+}} vor, so lässt sich eine Produktionsregel {\displaystyle (\alpha ,\beta )} auf {\displaystyle v} anwenden, mit dem resultierenden Wort {\displaystyle v_{1}\beta v_{2}}. Ein Wort, das nur aus Terminalsymbolen besteht und vom Startsymbol abgeleitet werden kann, ist ein Wort der Sprache, die von der Grammatik beschrieben wird.

## Beispiele
Es sei innerhalb einer formalen Grammatik mit den Nichtterminalsymbolen {\displaystyle N=\{A,B\}} und den Terminalsymbolen {\displaystyle T=\{a,b\}} die Produktionsregel {\displaystyle aBa\rightarrow bA} definiert. Durch Anwendung dieser Regel kann bei der Erzeugung der durch die Grammatik beschriebenen Sprache zum Beispiel das Wort {\displaystyle aBaBaBA} zum Wort {\displaystyle bABaBA} abgeleitet werden, wobei hier das Präfix {\displaystyle aBa} durch die Konklusion {\displaystyle bA} ersetzt wird. Es wäre jedoch nach der Definition formaler Grammatiken auch möglich, das zweite Vorkommen des Wortes {\displaystyle aBa} zu ersetzen, so dass das Wort {\displaystyle aBbABA} entsteht.
Wäre außerdem die Regel {\displaystyle aBa\rightarrow \varepsilon } definiert, so könnte das zuvor betrachtete Wort {\displaystyle aBaBaBA} außerdem in die Wörter {\displaystyle BaBA} bzw. {\displaystyle aBBA} abgeleitet werden. ({\displaystyle \varepsilon } ist die in der Regel verwendete Notation für das leere Wort, ein Wort, das aus keinem einzigen Zeichen besteht.)

## Informatik
Wie bereits beschrieben, stellen Produktionsregeln einen grundlegenden Bestandteil formaler Grammatiken dar und werden demnach dazu verwendet, um formale Sprachen zu beschreiben. So werden Produktionsregeln etwa im Rahmen des Compilerbaus dazu verwendet, um eine Programmiersprache zu beschreiben. Produktionsregeln werden hier häufig in der Backus-Naur-Form dargestellt.
Eine kognitive Anwendung haben Produktionsregeln in regelbasierten Systemen: Hier spricht man von Produktionsregeln, wenn die Konklusionen der Regeln, mit denen das System arbeitet, nur aus Konjunktionen von Literalen bestehen.

## Linguistik
In der Theorie der Transformationsgrammatik veranschaulichen Produktionsregeln, die hier Phrasenstrukturregeln (PS-Regeln) genannt werden, den Gedanken, dass ein Satz eine grammatische Struktur besitzt, die aus kategorietragenden Bestandteilen rekursiv aufgebaut ist. Die ersten und klassisch gewordenen PS-Regeln in Noam Chomskys Buch "Syntactic Structures" lauten:
```
S → NP VP (ein Satz besteht aus einer 
Nominalphrase
 und einer 
Verbalphrase
)
VP → V NP*　(eine Verbalphrase besteht aus einem Verb und null bis vielen Nominalphrasen)
```